# Kurskaja-Radial'naja
Kurskaja in russo Курская?, anche conosciuta come Kurskaja-Radial'naja è una stazione della Linea Arbatsko-Pokrovskaja, la linea 3 della Metropolitana di Mosca.
Prende il nome dalla stazione ferroviaria Kursky, che sorge vicino alla fermata. Disegnata da Leonid Michajlovič Poljakov e completata nel 1938, la stazione presenta mura piastrellate e pilastri in marmo grigio, con infissi per l'illuminazione e griglie circolari per la ventilazione.

## Interscambi
Da questa stazione è possibile effettuare il trasbordo Kurskaja, della Linea Kol'cevaja e verso Čkalovskaja sulla Linea Ljublinsko-Dmitrovskaja.